# Авгі
Авгі (грец. Η Αυγή — Світанок) — грецька газета, друкується в Афінах. Друкований орган грецької лівиці, політично афіліюється із Коаліцією радикальних лівих та ядром останньої — партією Сінаспізмос.
Газета заснована 1952 року, тоді ж вийшов друком перший її номер. Впродовж семи років (1967—1974) доби військової хунти «чорних полковників» газета припинила своє видання, що тривало і після відновлення демократії.